# Peutekanal
Der Peutekanal im Hamburger Hafen verbindet die Norderelbe mit dem Müggenburger Zollhafen. Der Kanal ist 720 m lang und trennt die Peute von der Veddel. Er wird von den Straßenbrücken Erste Peuter Bücke und Zweite Peuter Brücke sowie der ehemaligen Eisenbahnbrücke der Hamburger Hafenbahn, der Beesenlandbrücke, überquert. Etwa in der Mitte des Peutekanals zweigt der Hovekanal ab.